# Martin Skopal-Procházka
Martin Skopal-Procházka (2. září 1884 Tlumačov – 1960) byl československý politik a meziválečný poslanec Národního shromáždění.

## Biografie
Podle údajů k roku 1930 byl profesí rolníkem v Tlumačově. Byl aktivní v politickém a spolkovém životě ve svém domovském regionu. Byl předsedou lidové hospodářské školy v Tlumačově, členem obecního zastupitelstva a finanční komise. Zasedal v zemské odvolací komisi pro Moravu, byl předsedou okresní hospodářské jednoty pro okres Napajedla a členem výboru kontribučního fondu v Napajedlích. Vykonával také funkci předsedy lesního družstva pro okresy Zlín, Napajedla, Kroměříž a Uherské Hradiště. Byl jednatelem Syndikátu akciových řepařů v Hodoníně a členem správní rady Akciové společnosti pro průmysl cukrovarnický. Po vzniku republiky se stal prvním župním důvěrníkem republikánské strany v uherskohradišťské župě.
Po parlamentních volbách v roce 1925 se stal za Republikánskou stranu zemědělského a malorolnického lidu (agrárníky) poslancem Národního shromáždění. Poslanecké křeslo ale získal až roku 1929 jako náhradník poté, co rezignoval poslanec Rudolf Malík. Mandát obhájil v následujících volbách, tedy v parlamentních volbách v roce 1929.